# Pietro Avoscani

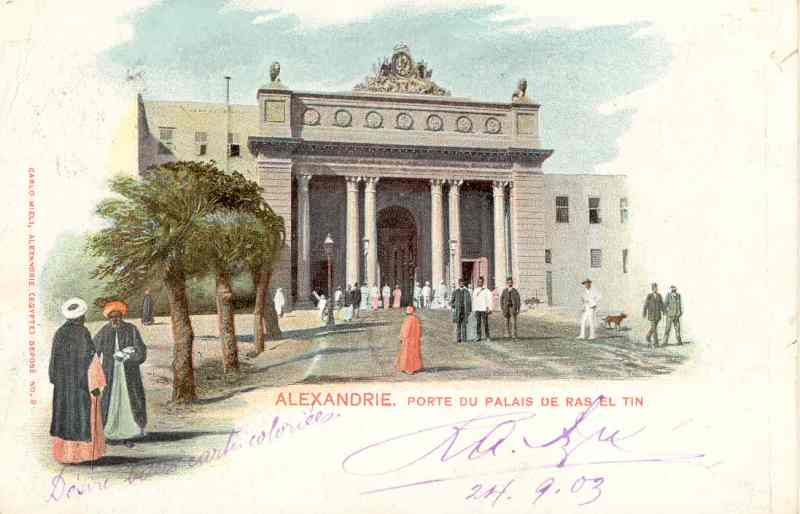
Poort van het Ras el-Tin-paleis met wapenschild door Avoscani (ansichtkaart, 1903).

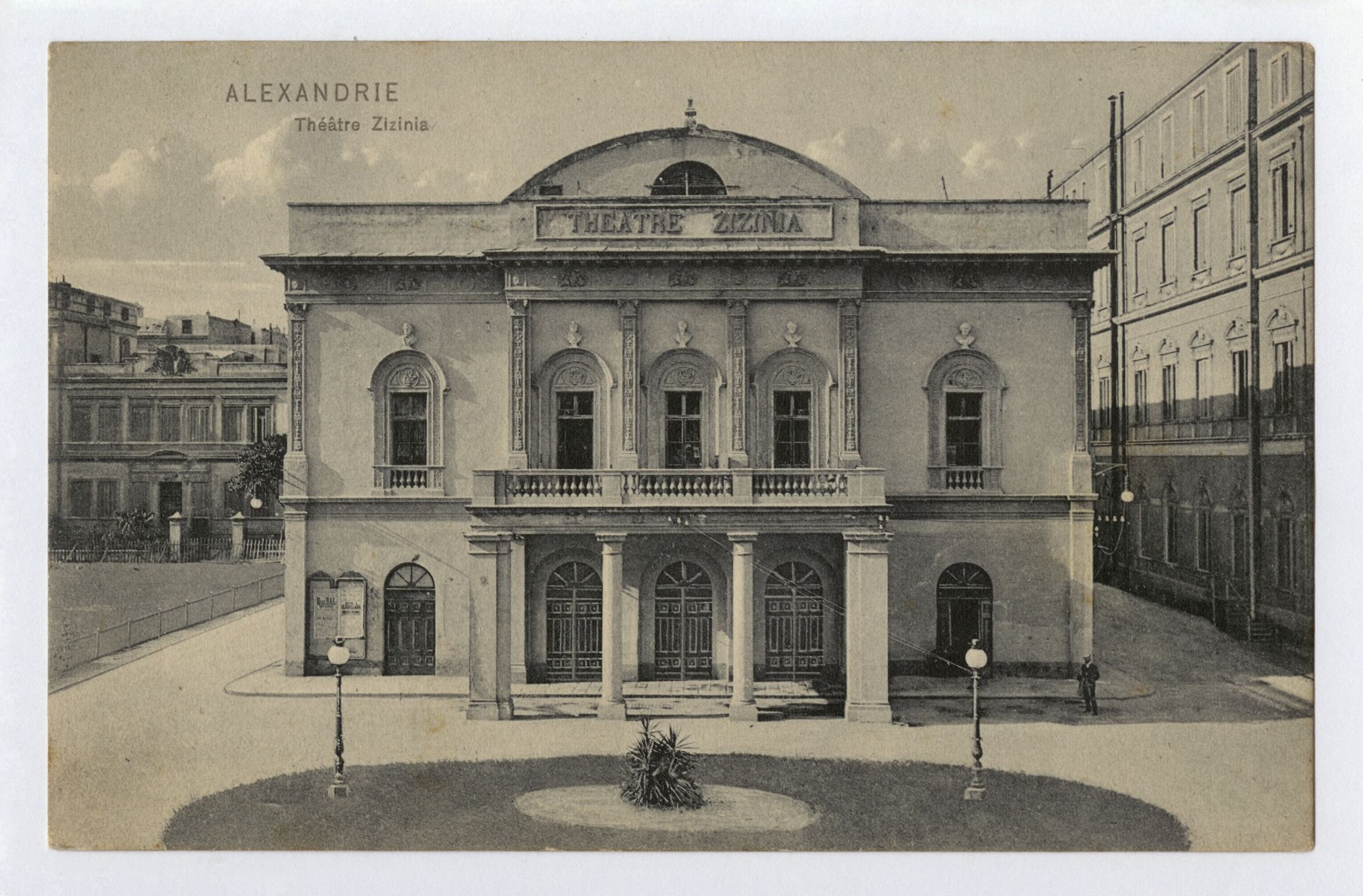
Théâtre Zizinia (ansichtkaart, ca. 1900?).

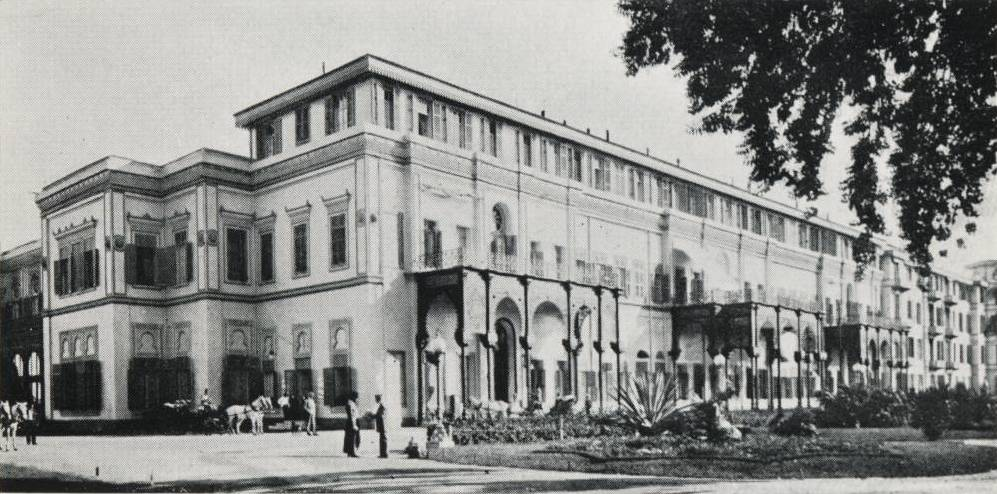
Het Gezira-paleis, 1906.

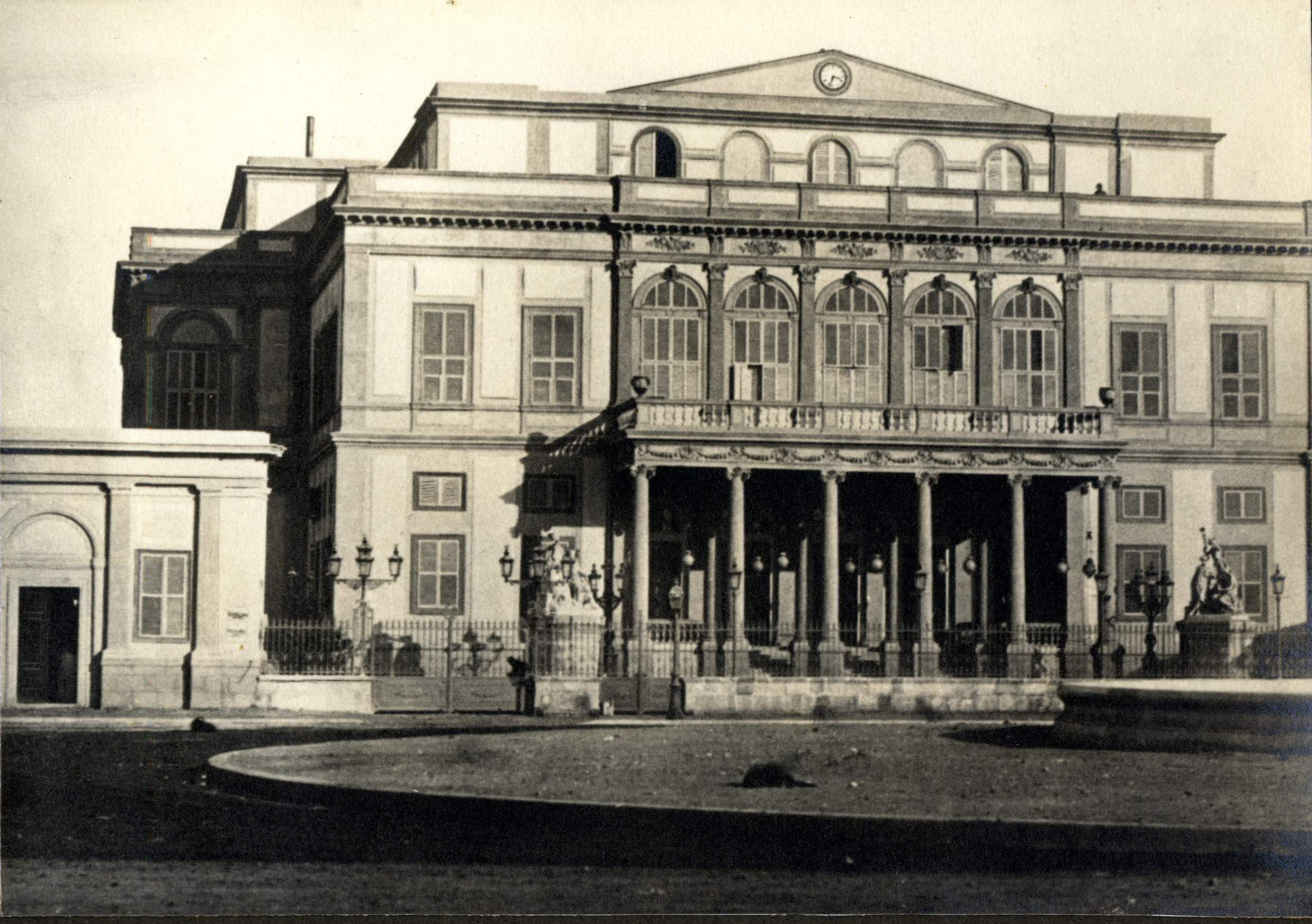
De Opera in Caïro, 1869.

Pietro Avoscani (Livorno, 1816 – Alexandrië, 1 maart 1891) was een Italiaans interieurontwerper en architect die hoofdzakelijk in Egypte werkzaam was. Hij werkte voor het hof van de kedive en ontwierp tal van monumentale gebouwen, met name in Alexandrië en Caïro.

## Leven
Pietro Avoscani werd geboren in Livorno als zoon van graaf Francesco Avoscani en zijn echtgenote. Na het verlies van zijn vader en later zijn moeder groeide hij op in moeilijke omstandigheden. Hij ontpopte zich al jong als een getalenteerd kunstenaar en decorateur, met een uitgesproken liefde voor tekenen en schilderkunst. In de jaren 1830 raakte hij betrokken bij de revolutionaire beweging La Giovine Italia, waarna hij Italië moest ontvluchten. In 1837 vestigde hij zich in Alexandrië, Egypte, waar zijn broer Camillo al diende in de Egyptische marine.
In Alexandrië begon Avoscani als decorateur aan het Ras el-Tin-paleis . Hij kreeg snel erkenning van Mohammed Ali pasja, die hem opdracht gaf voor de decoratie van meerdere paleizen, en hem zelfs de leiding over een teken- en schilderopleiding aanbood – een functie die hij afwees om zijn onafhankelijkheid te behouden.
Ismaïl pasja , heerser over Egypte vanaf 1863, kende hem diverse prestigieuze opdrachten toe.

## Reizen en diplomatie
Op initiatief van Mohammed Ali ondernam Avoscani in 1839 een diplomatieke en artistieke reis door Europa. Hij bezocht Athene, Constantinopel, Odessa, Moskou, Sint-Petersburg en Wenen, waar hij contacten legde met kunstenaars, diplomaten en leden van de aristocratie. In Rusland verbleef hij op het landgoed "Alupka"  van prins Vorontsov in de Krim en ontmoette hij leden van de keizerlijke familie.
In 1853 reisde hij naar Italië en Frankrijk om marmer en decoraties voor staatsprojecten te selecteren, waarbij hij regelmatig samenwerking zocht met Italiaanse leveranciers.

## Architecturale werken in Egypte
Avoscani ontwierp en decoreerde een groot aantal representatieve gebouwen in Alexandrië en Caïro. Enkele van zijn belangrijkste projecten zijn:
- decoratie van het  Ras el-Tin-paleis  [en ] (1837–1847), inclusief de toegangspoort en marmeren trofee;[3][8]
- decoratie en beeldhouwwerk in het Gabbari-paleis (1846–1848), inclusief zes marmeren beelden door Italiaanse beeldhouwers waaronder Salvino Salvini  [it; en], Pietro Costa  [it] en Ulisse Cambi  [it; en];[3][9]
- Abbasiya- en Hilmiya-paleizen (1850–1853), monumentale residenties buiten het toenmalige centrum van Caïro, in opdracht van Abbas Pasha;[7]
- o.a. kiosk, fontein en grote trap van het  Gezira-paleis  [en ] in Zamalek, Caïro (1860-1861), waar de internationale gasten van Ismail Pasja verbleven voor de opening van het Suezkanaal, tegenwoordig onderdeel van het Cairo Mariott Hotel;[10]
- decoractie van het Sjoebra-paleis, Caïro (1860-1861), de residentie van Mohamed Ali in Caïro, bijgenaamd het "Egyptische Versailles";[11]
- ontwerp en bouw van het Theâtre Zizinia (1862–1863), een operatheater in Alexandrië geïnspireerd door La Scala in Milaan. Gesloopt in 1908 en vervangen door een nieuw operahuis;[12][2]
- ontwerp en bouw van het  Kediviaal Operahuis  [en ] in Caïro (1869), gebouwd in slechts zes maanden ter gelegenheid van de opening van het Suezkanaal. Afgebrand in 1971;[13]
- ontwerp en bouw van de Internationale Katoenbeurs (Bourse) van Minet el-Bassal, Alexandrië (1871), een centrum voor de Egyptische katoenhandel.[3][2]

## Stadsontwikkeling
Avoscani was niet alleen actief als architect, maar ook als stedelijk planner en investeerder. Hij ontwierp ambitieuze projecten, waaronder de boulevard tussen Ras el-Tin en Ramla (nu onderdeel van de corniche van Alexandrië), die na zijn dood door Dietrich Bey werd overgenomen en uitgevoerd door de gebroeders Almagià.

## Culturele bijdrage
Naast zijn bouwkundige werk was Avoscani een promotor van kunst, industrie en onderwijs. Hij organiseerde de eerste kunsttentoonstelling in Egypte, importeerde kunstwerken en marmersoorten uit Italië, en stimuleerde de oprichting van scholen en culturele instellingen voor de "Colonia Italiana" (Italiaanse gemeenschap) in Alexandrië, zoals het Italiaans College en de Internationale Kring.
Hij was ook betrokken bij liefdadigheidswerk en steunde jonge kunstenaars financieel. Hij bleef zijn hele leven trouw aan zijn politieke overtuiging en de Jong Italië-beweging: ook in Egypte bleef hij actief in de idealen van Mazzini.
- Gemeinsame Normdatei: 132648156
- International Standard Name Identifier: 0000 0000 2282 0115
- Virtual International Authority File: 33165432
- WorldCat: E39PBJqFHX6YrJyw6bHbKFPRKd